# Pećane
Pećane est une localité croate de la municipalité d'Udbina, dans le comitat de Lika-Senj. Au recensement de 2001, la localité comptait 45 habitants. Selon le recensement de 2011, elle en comptait 35.

## Personnalité
Jovanka Broz, la femme de Josip Broz Tito, est née en 1924 à Pećane.